# سيروتونين
السِّيرُوتُونِين  أو 5-هيدروكسي التريبتامين أو اختصارًا 5-HT هو ناقل عصبي أحادي الأمين. مشتق من حمض التربتوفان الأميني ، يوجد السيروتونين بشكل أساسي في الجهاز الهضمي والصفائح الدموية والجهاز العصبي المركزي .يُعتقد أن للسيروتونين دورًا في الشعور بالسعادة والطمأنينة.
يوجد ما يقرب من 90٪ من إجمالي السيروتونين في جسم الإنسان في الخلايا المعوية شبيهة الكروم في الجهاز الهضمي ، وترتكز وظيفته بشكل أساسي على تنظيم حركات الأمعاء. يُفرز السيروتونين من الامعاء ويعمل على تحفيز النهايات العصبية وبالتالي يزيد في حركة الأمعاء. 
يتم تصنيع الباقي من السيروتونين في الخلايا العصبية السيروتونينية في الجهاز العصبي المركزي ويشكل 8٪ ، يلعب للسيروتونين في الجهاز العصبي دورًا هامًا في تنظيم المزاج والشعور بالرضى والشهية والنوم كذالك له دور في الادراك و التعلم والذاكرة .تم تطوير العديد من أدوية مضادات الاكتئاب التي تعمل بشكل أساسي على مستقبلات للسيروتونين.
ينفذ السيروتونين من الخلايا المعوية  ثم ينفذ إلى الدم ، وفي الدم يتم تخزينه في الصفائح الدموية ، يلعب السيروتونين الموجود في الصفائح الدموية دورًا هامًا في تكوين الجلطة في حال النزيف حيث تطلق الصفائح الدموية السيروتونين الذي يعمل على تضيق الأوعية . يعمل السيروتونين أيضًا كعامل نمو في بعض الخلايا ، مما قد يعطيه دورًا في التئام الجروح.
بالإضافة إلى الحيوانات ، يوجد السيروتونين أيضًا في بعض الفطريات والنباتات. يعمل السيروتونين الموجود في بعض أشواك النباتات على إحداث الألم عند الوخز .  ينتج السيروتونين عن طريق الأميبات المسببة للأمراض ، وتأثيره على القناة الهضمية يسبب الإسهال.

## علم العقاقير
تستهدف عدة فئات من الأدوية نظام 5-HT، بما في ذلك بعض مضادات الاكتئاب، ومضادات الذهان، ومزيلات القلق، ومضادات القيء، ومضادات الصداع النصفي، وكذلك الأدوية المخدرة ومسببات الإمباثوجين

### آلية العمل
يتم تخزين السيروتونين داخل حويصلات الخلايا العصبية قبل المشبكي، وذلك في حالة الراحة.  عندما يتم تحفيزها عن طريق النبضات العصبية، يتم إطلاق السيروتونين كناقل عصبي في المشبك، مرتبطًا بشكل عكسي بمستقبل ما بعد المشبكي للحث على نبضة عصبية على العصبون ما بعد المشبكي
عادة يتم أخذ السيروتونين مرة أخرى إلى الخلايا العصبية قبل المشبكي لإيقاف عملها، ثم إعادة استخدامها أو تقسيمها بواسطة أوكسيديز أحادي الأمين. يمكن أن يرتبط السيروتونين أيضًا بالمستقبلات الذاتية على الخلايا العصبية قبل المشبكية لتنظيم تخليق وإطلاق السيروتونين.

### الأدوية المخدرة
الأدوية المخدرة السيروتونينية  السيلوسين / السيلوسيبين، DMT، الميسكالين ،فطر السيلوسيبين وLSD هي ناهضات، بشكل أساسي عند مستقبلات 5HT2A/2C.
يطلق عقار إمباثوجين-إنتاكتوجين MDMA السيروتونين من الحويصلات المشبكية للخلايا العصبية.

### مضادات القيء
بعض مضادات 5-HT3، مثل أوندانسيترون، جرانيسيترون، وتروبيسيترون، هي عوامل مهمة مضادة للقىء،
وهي مهمة بشكل خاص في علاج الغثيان والقيء الذي يحدث أثناء العلاج الكيميائي المضاد للسرطان باستخدام الأدوية السامة للخلايا.

## الوظائف
السيروتونين هي أحد الناقلات العصبية وتلعب هذه المادة دورا مهما في تنظيم مزاج الأنسان(لذا يسمى أيضا بهرمون السعادة) والرغبة الجنسية ولها دور أيضا في مرض الصداع النصفي (داء الشقيقة). ويسمى المادة أيضا 5-هيدروكسي تربتامين.
احدث التعرف على هذه المادة ثورة في علاج مرض الكآبة حيث لوحظ ان معظم المصابين بمرض الكآبة يمتلكون نسبة اقل من المستوى الطبيعي للسيروتونين في الدماغ مما أدى بالعلماء إلى اختراع جيل جديد من الأدوية التي تقوم برفع مستوى مادة السيرتونين في الدماغ. وبالرغم من أن هناك جدلا حول كيفية تاثير مادة السيروتونين على تنظيم مزاج الأنسان إلا أن هناك اعتقادا شائعا ان السيروتونين تلعب دورا لايمكن تجاهله في الشعور بالطمانينة النفسية.
لمادة السيروتونين أيضا دور بالشعور بالغثيان حيث لوحظ انه إذا ماتم اغلاق مستقبلات مادة السيروتونين فان ذلك يؤدي إلى تحسن في الشعور بالغثيان وعلى النقيض من هذا تماما إذا تم تحفيز مستقبلات مادة السيروتونين فان ذلك يؤدي إلى تخفيف في حدة مرض الصداع النصفي. ومن أشهر هذه الأدوية:
- فلوكسيتين
- زولوفت
- باكسيل

وهذه الأدوية ترفع نسبة مادة السيروتونين وتعتبر من أكثر الأدوية المستعملة في الوقت الحاضر لعلاج الكآبة وتكمن فكرتها في منع إعادة امتصاص السيروتونين وبالتالى ازدياد نسبته في الجسم.

## السيروتونين و الرياضة
تؤثر الرياضة والحركة على مستوى هرمون السيروتونين في الجسم ونشعر بذلك عند انتهائنا من الرياضة، مثل الجري والسباحة وغيرها. ويعود شعورنا عندئذ بالارتياح والاستجمام إلى أن الجسم يتخلص من الإجهاد النفسي والعضلي ويعمل على توازن مستويات الهرمونات في الجسم، ويزيد إفراز السيروتونين. فنشعر بالراحة والهدوء، ويستطيع الإنسان مقاومة إجهاد جديد. كل تلك التأثيرات الإيجابية على الجسم تجعل من الرياضة والحركة من الأشياء المحبذة لحياتنا بدون إجهاد أو إرهاق.

## التشريح
تم ملاحظة مادة السيروتونين لأول مرة في الجهاز الهضمي للإنسان حيث لوحظ ان لها دورا في تقلص الشرايين الدموية الصغيرة في الجهاز الهضمي وفي الوقت الحالي تعتبر الأدوية التي تمنع مادة السيروتونين من العودة إلى منطقة ماقبل تشابك خليتين عصبيتين وبالتالي تزداد نسبتها في منطقة التشابك من الخطوط الدوائية الأولى في علاج الكآبة.

## متلازمة السيروتونين
وهي حالة تتميز بارتفاع مستويات السيروتونين في الجسم وتحدث غالبا في المرضى الذين يتعاطون أدوية مضادات الاكتئاب بالأدوية التي ترفع من نسبة مادة السيروتونين ويحدث هذا عندما يرتفع مستوى السيروتونين أكثر من الحد المطلوب حيث يشعر الفرد بارتباك وعدم قدرة على التركيز وابتهاج غير طبيعي وعدم القدرة على الهدوء والأستقرار، وقد يحدث حمى وقشعريرة وغثيان وارتفاع في معدل نبضات القلب وضغط الدم والأرق.
ان ما اكتُشف حديثا عن هرمون السيروتونين قد يكون له بالغ الأثر في علاج مرضى تليف الكبد  حيث وجد أن للسيروتونين دورا هاما في إعادة تشكيل الخلايا الكبدية المصابه. كما يمكن أيضا لمدمني الكحول من الاستفادة من هذا كون صفائحهم الدموية تحوي على مادة السيروتونين بكميات قليلة وبالتالي فهم معرضون أكثر من غيرهم للاصابه بتليف الكبد، ولكن العلاج بالسيروتونين يمكن له أن يقلل من خطر التليف  الكبدي.

## نقص السيروتونين
يتسبب نقص هرمون السيروتونين في إثارة عدد من الاضطرابات النفسية واعتلالات المزاج، كالاكتئاب والقلق والاضطراب الوجداني ثنائي القطب، كما يساهم نقصه في عدم التحكم بثورات الغضب، ويساعد في ظهور اضطرابات النوم والجهاز الهضمي، كما يثير أيضاً النهم للكربوهيدرات وتبعات هذا النهم، إضافة إلى آلام الرأس، وآلام ما قبل الدورة الشهرية.

## كيمياء تحليلية
يوصى باستخدام أكسيد قصدير الإنديوم لمواد الإلكترود في الفحص الكهروكيميائي للتركيزات التي تنتجها الميكروبات أو تكتشفها أو تستهلكها.

## مصادر السيروتونين الطبيعية

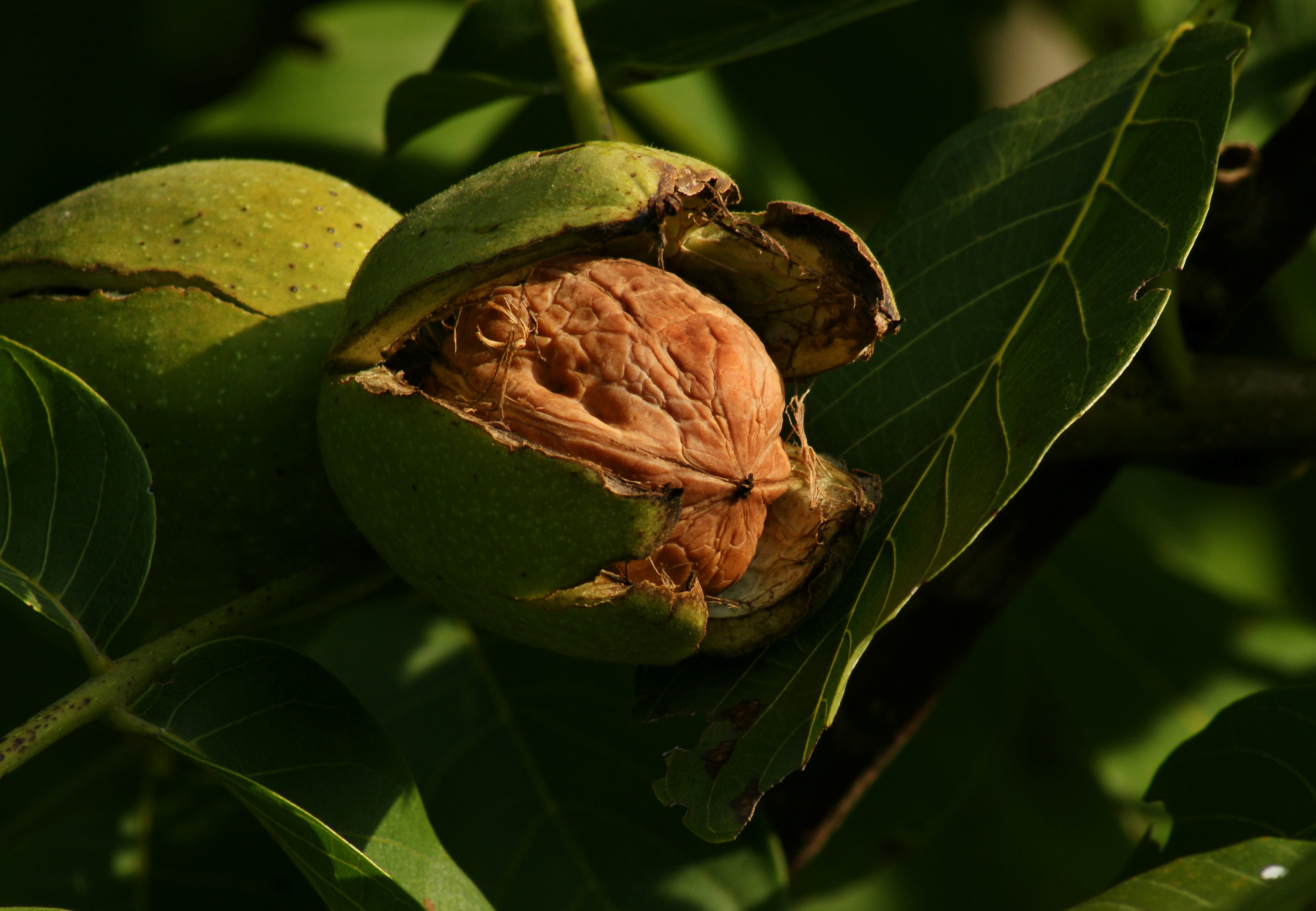
تحتوي جوزة عين الجمل على نسبة عالية من السيراتونين.